# Leptinotarsa juncta
Leptinotarsa juncta (známá také jako „nepravá mandelinka“) je brouk z čeledi mandelinkovití. Může být pokládána za pravou mandelinku bramborovou, ale na rozdíl od ní není zemědělský škůdce. Vyskytuje se na východě Spojených států amerických. Živí se převážně lilkovitými rostlinami.